# Niemen a cappella
Niemen a cappella – płyta wydana przez zespół ProForma 29 listopada 2007 zawierająca dwanaście utworów Czesława Niemena w nowych aranżacjach. Zestaw obejmuje m.in. sześć kompozycji, które były wykonywane w ramach spektaklu muzycznego pt. Niemen (Teatr na Targówku, 2006 r.).

## Lista utworów
1. Nim przyjdzie wiosna
2. Elegia śnieżna
3. Wspomnienie
4. Mów do mnie jeszcze
5. Serdeczna Muza
6. Pieśń wojów
7. Bema pamięci żałobny – rapsod
8. Obok nas
9. Jagody szaleju
10. Ptaszek
11. Dobranoc
12. Spod chmury kapelusza